# Żyrzyn
Żyrzyn ist ein Dorf im Powiat Puławski der Woiwodschaft Lublin in Polen. Es liegt an der nordsüdlich verlaufenden Landesstraße Droga krajowa 17 und ist Sitz der gleichnamigen Landgemeinde.

## Geschichte

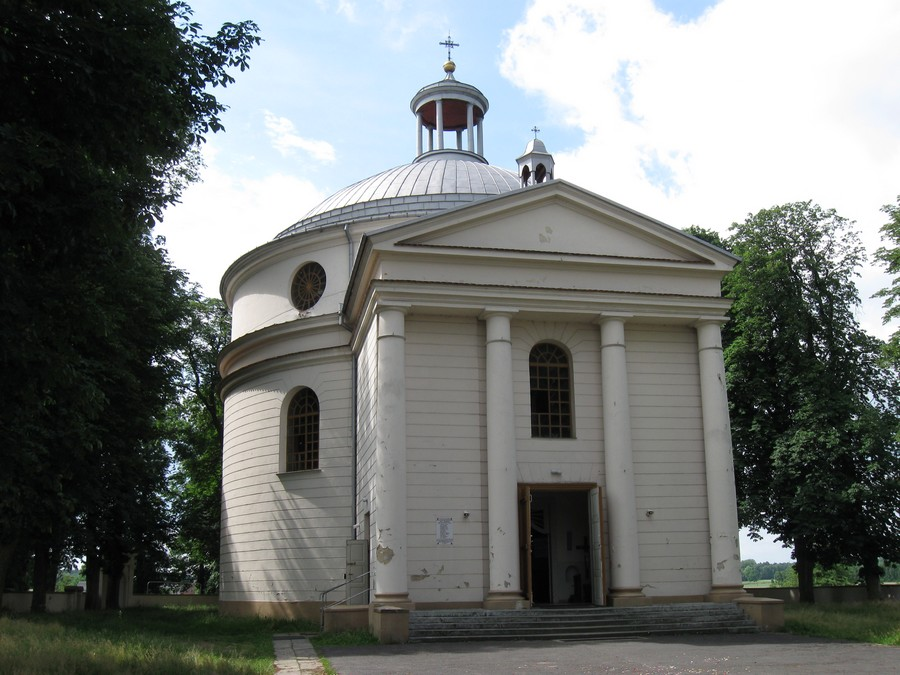
Kirche St. Peter und Paul in Żyrzyn

Die Herkunft des Wortes Żyrzyn soll vom slawischen żyrny abgeleitet sein, was Nahrung und Brot bedeutet. Dafür spricht, dass der Ackerboden der Umgebung für den Getreideanbau geeignet ist.   
Żyrzyn wird zuerst in den Annales seu Chronicae incliti Regni Poloniae von Jan Długosz erwähnt. Es war das Gut eines Adligen, das zur Pfarrei Końskowola gehörte. Später ging Żyrzyn an die Adelsfamilie Jarzyna, dann am Ende des 16. Jahrhunderts an das Geschlecht der Męciński. Die Mutter des Jesuiten und Missionars Wojciech Męciński (1598–1643) soll 1623 eine Kirche errichtet haben, die bis 1803 bestand, als der ursprüngliche Holzbau durch ein massives Gebäude ersetzt werden sollte, was allerdings mit Unterbrechungen verbunden war. Erst 1838 gingen die Bauarbeiten weiter. Es ist ein verputzter Rundbau mit antikisierendem Portikus. Das Rittergut bestand bis 1944, heute wird das Herrenhaus als Schule genutzt.